# Залесе (гміна Скаришев)
Залесе (пол. Zalesie) — село в Польщі, у гміні Скаришев Радомського повіту Мазовецького воєводства.
Населення — 212 осіб (2011).
У 1975-1998 роках село належало до Радомського воєводства.

## Демографія
Демографічна структура станом на 31 березня 2011 року:
|          | Загалом | Допрацездатний вік | Працездатний вік | Постпрацездатний вік |
| -------- | ------- | ------------------ | ---------------- | -------------------- |
| Чоловіки | 105     | 20                 | 73               | 12                   |
| Жінки    | 107     | 24                 | 55               | 28                   |
| Разом    | 212     | 44                 | 128              | 40                   |